# 金塚貞文
金塚 貞文（かねづか さだふみ、1947年8月22日 - ）は、日本の思想評論家、社会批評家、翻訳家。

## 来歴
東京都生まれ、早稲田大学文学部中退。英語、フランス語の翻訳をし、1982年から『オナニスムの秩序』などオナニスム三部作を刊行。また1993年には柄谷行人の主導で「共産党宣言」を「共産主義者宣言」として新訳した。
主な活動は、自慰についての哲学的思索である。デビュー作『オナニスムの秩序』では、西洋哲学におけるオナニー論を通史的に整理したのち、独自の現象学的オナニー論を展開。その後『オナニスト宣言』で、ミシェル・フーコーのセクシュアリティ論を批判的に継承しながら、近代消費社会におけるセクシュアリティとしてのオナニーを論じている。
このほか、フェミニズムに関する論考や近代消費社会批判なども発表している。

## 評価
社会学者の上野千鶴子は、金塚を男性学の論者として取り上げ、「男のセクシュアリティをまともな哲学的探求の主題にしてきた数少ない論者のひとり」と評価している。
社会学者の赤川学は、金塚の著書『オナニスムの秩序』を「八十年代のオナニー言説の中でもっとも優れた哲学的省察の一つである」と位置付け、「オナニー至上主義的な出発点に立ちながら、オナニーを掘り下げて論じることで『性的』であることはどのようなことかについての現象学的な深い記述に到達している」と高く評価している。

## 著書
- 『オナニスムの秩序』（みすず書房） 1982
この書籍の一部分「空想の他者と現実の他者 - 「心因性不能症」について」が『新編 日本のフェミニズム 12 男性学』岩波書店 2009 に収録されている。
- 『オナニズムの仕掛け』（青弓社） 1987
- 『人工身体論 あるいは糞をひらない身体の考察』（青弓社） 1990
- 『眠ること夢みること』（青土社） 1990
- 『オナニスト宣言 性的欲望なんていらない!』（青弓社） 1992
- 『デカルトの鏡』（河出書房新社） 1998
- 『マリー・アントワネットは夜、哲学する』（三笠書房） 2001

## 翻訳
- 『人類, その誕生まで』（ヨゼフ・クライブル、佑学社、新しい科学の本シリーズ）1978
- 『宇宙への出発』（ワーツラフ・クワピル、佑学社、新しい科学の本シリーズ）1978
- 『星と惑星』（ケイス・ウィックス、佑学社、ニュー・ホライズン・ライブラリー）1979
- 『鉄道』（ジョナサン・ラットランド、佑学社、ゆうがく科学館）1979
- 『お金』（クリストファー・メイナード、佑学社、ゆうがく科学館）1980
- 『飛行機』（ジョナサン・ラットランド、佑学社、ゆうがく科学館）1980
- 『機械』（ニール・アードレイ、佑学社、ゆうがく科学館）1980
- 『現代建築集成 1 芸術・文化施設 図書館、美術館、博物館』（ホール・ジェレミイ・ロビンソン, マーティン・フィラー編、啓学出版） 1982
- 『図説原始人類 サルからヒトへ - 目で見る進化の歴史』（ヨセフ・ヴォルフ、啓学出版） 1982
- 『モナ・リザが消えた日 盗まれた“永遠の微笑"の謎』（セイモア・V・ライト、中央公論社） 1983、のち改題文庫化『モナ・リザが盗まれた日』
- 『ザ・スクープ』（ドロシー・L・セイヤーズほか、中央公論社） 1983
- 『カニバリスムの秩序 生とは何か / 死とは何か』（ジャック・アタリ、みすず書房） 1984
- 『宇宙戦士レンズマン』（E＝E＝スミス、講談社） 1984
- 『音楽 / 貨幣 / 雑音』（ジャック・アタリ、みすず書房） 1985、のち改題『ノイズ』
- 『もう一つのヴィクトリア時代 性と享楽の英国裏面史』（スティーヴン・マーカス、中央公論社） 1990、のち文庫
- 『共産主義者宣言』（カール・マルクス、太田出版） 1993、のち平凡社ライブラリー 2012
- 『歴史入門』（フェルナン・ブローデル、太田出版） 1995、のち中公文庫
- 『オナニズムの歴史』（ディディエ＝ジャック・デュシェ、白水社、文庫クセジュ） 1996
- 『一日で哲学するアタマになる本』（ピエール＝イヴ・ブルディル、講談社） 1998
- 『あなたは、子どもに「死」を教えられますか? 空想の死と現実の死』（ダナ・カストロ、作品社） 2002
- 『経済の独裁 ネオリベラリズム批判』（ヴィヴィアンヌ・フォレステル、光芒社） 2003

## 論文
- <金塚貞文